# Menhir du Bois Hoël
Le menhir du Bois Hoël, appelé aussi Pierre-Levée, est un menhir situé sur la commune de Crossac dans le département de la Loire-Atlantique.

## Description
Le menhir est constitué d'une grande dalle parallélépipédique de granite mesurant 2,65 m de hauteur et 1,50 m de largeur pour une épaisseur variant de 0,60 à 0,90 m.